# Les Rivaux
Les Rivaux (en grec ancien Ἀντερασταί, Anterastaí) est un dialogue de Platon sur la philosophie. C’est l’un des courts dialogues socratiques apocryphes que les manuscrits joignent aux œuvres de Platon. Le dialogue est dit de genre éthique, récit d’un entretien de Socrate.

## Personnages du dialogue
- Socrate
- Un étranger
- Le musicien
- Le gymnaste

## Personnages muets
- Denys, maître d'école, grammairien, professeur de lettres, de Platon notamment[1].
- Deux autres amoureux (ne parlent pas)

## Cadre du dialogue
Le dialogue a lieu dans la maison de Denys.

## Dialogue
Narratif, le dialogue mentionne l’éristique. Selon Diogène Laërce, le personnage inconnu des Rivaux, qui discute de philosophie avec Socrate pouvait être Démocrite. Ce passage à Athènes était néanmoins considéré déjà comme douteux dans l’Antiquité. 

## Prologue
Socrate interrompt deux adolescents qui discutent d’astronomie, de l’obliquité de l’écliptique d’Anaxagore et Œnopide de Chios. Selon l'un des deux amants, la philosophie n'est que faite des nouveaux savoirs à acquérir. S’opposent alors la culture générale et la culture physique, et une critique de la philosophie.

## Argument
- Le dialogue traite des idées socratiques sur la nature de la philosophie : se connaître soi-même.
- La philosophie n'est autre que l'acquisition de savoirs toujours nouveaux.

## Citations
- Solon est cité : « Plus je vieillis, plus j'étends mon savoir »[3]. On retrouvera cette citation dans Lachès[4] et dans le livre VII de La République[5]
- Il est fait allusion au vers 285 du chant XXI de l’Odyssée d’Homère au sujet de l’irritation des prétendants qui n'arrivent pas à bander l’arc d’Ulysse :  «  »[6]